# 西方蜜蜂
西方蜜蜂，西洋蜜蜂，或歐洲蜜蜂是全世界 7-12 種蜜蜂中最常見的一種。其 Apis 是拉丁文的蜜蜂，種小名 mellifera 為「帶有蜜糖」。卡爾·林奈（Carolus Linnaeus）後來發現蜜糖其實是蜜蜂製造的，故曾想更正其種小名為mellifica，即「製造蜜糖」的意思。不過根據《國際動物命名法規》，首先命名的學名才是有效的。
與所有蜜蜂物種一樣，西方蜜蜂是群居性的，它們會形成由單一可育雌性（或「蜂王」）、許多通常不具有生殖能力的雌性或「工蜂」以及一小部分可育雄性或「雄蜂」組成的蜂群。單一蜂群可容納數萬隻蜜蜂。群體活動是透過個體之間透過信息素和舞蹈語言進行的複雜交流來組織的。
西部蜜蜂是最早馴化的昆蟲之一，也是養蜂人至今維持的主要物種，用於生產蜂蜜和授粉活動。在人類的幫助下，西方蜜蜂現在已佔領除南極洲以外的所有大陸；但有跡象表明，該物種在歐洲的野外即使沒有滅絕，也是稀有物種。
西方蜜蜂是科學研究中重要的模式生物，特別是在社會演化、學習和記憶領域；它們也用於農藥毒性研究，特別是透過花粉的毒性研究，以評估商業農藥的非目標影響。此外，西方蜜蜂的基因組於2006年被定序與分析，成為第四種完成基因組定序的昆蟲。

## 特徵

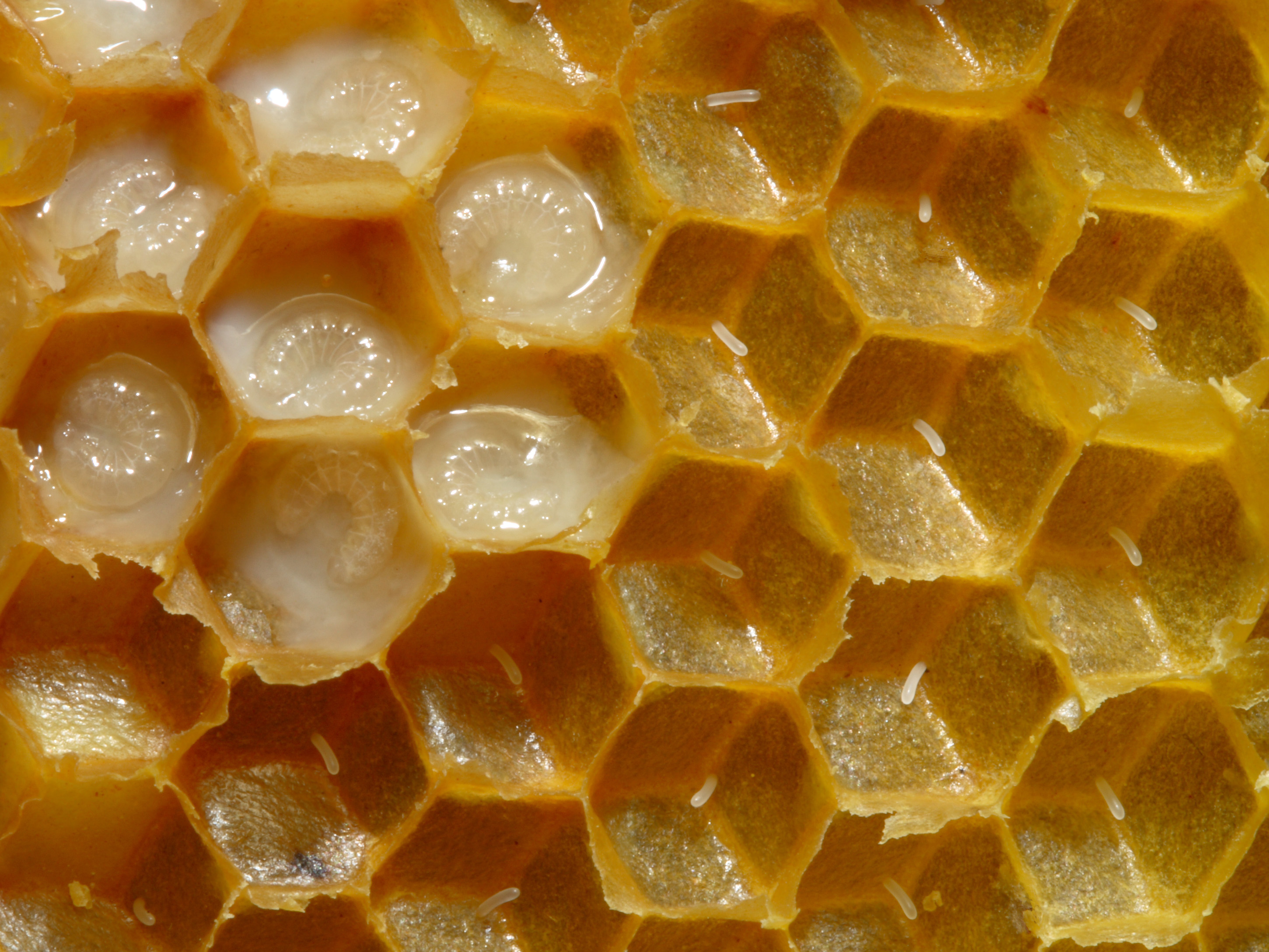
左侧的幼虫和右侧的卵。

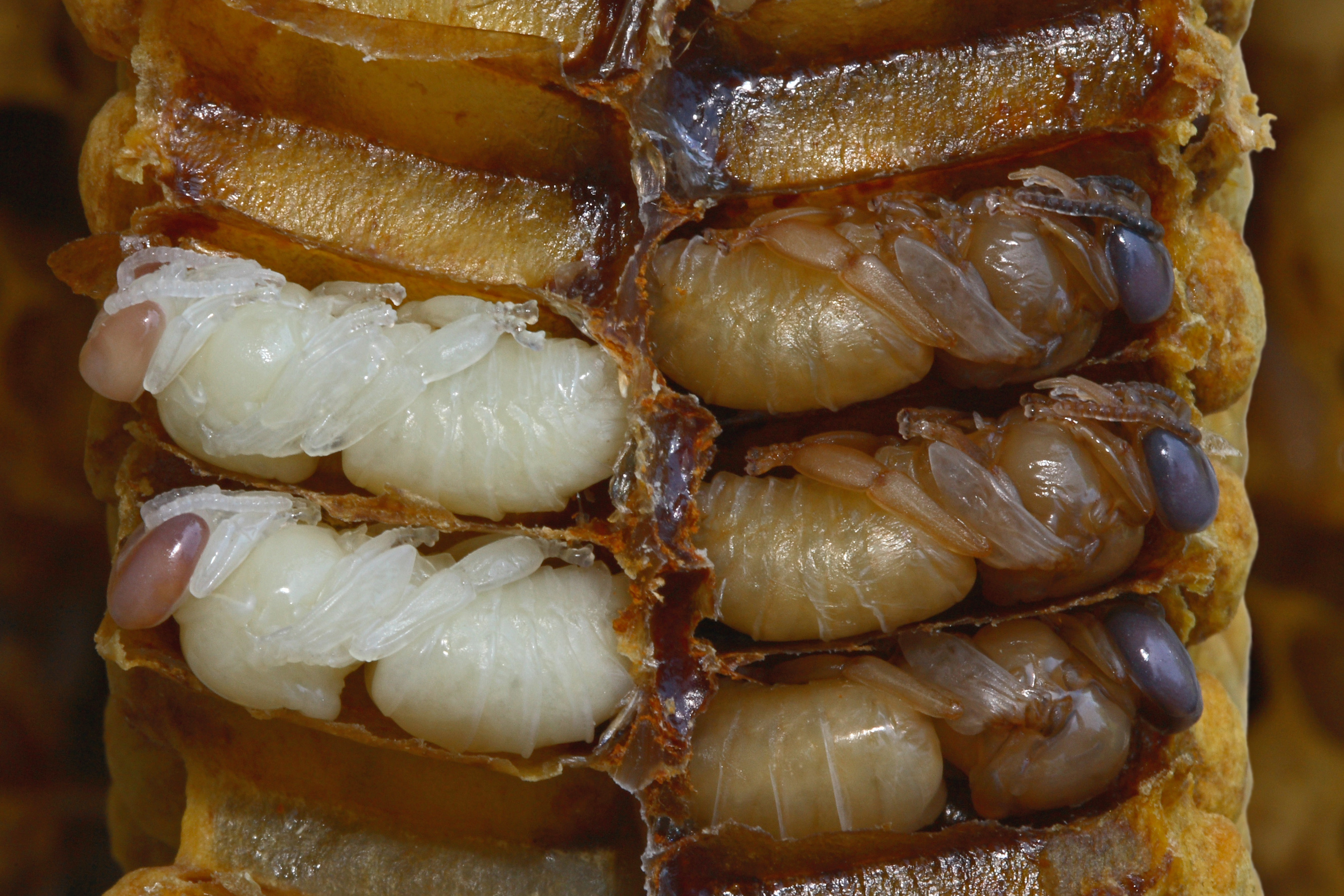
蜜蜂的蛹

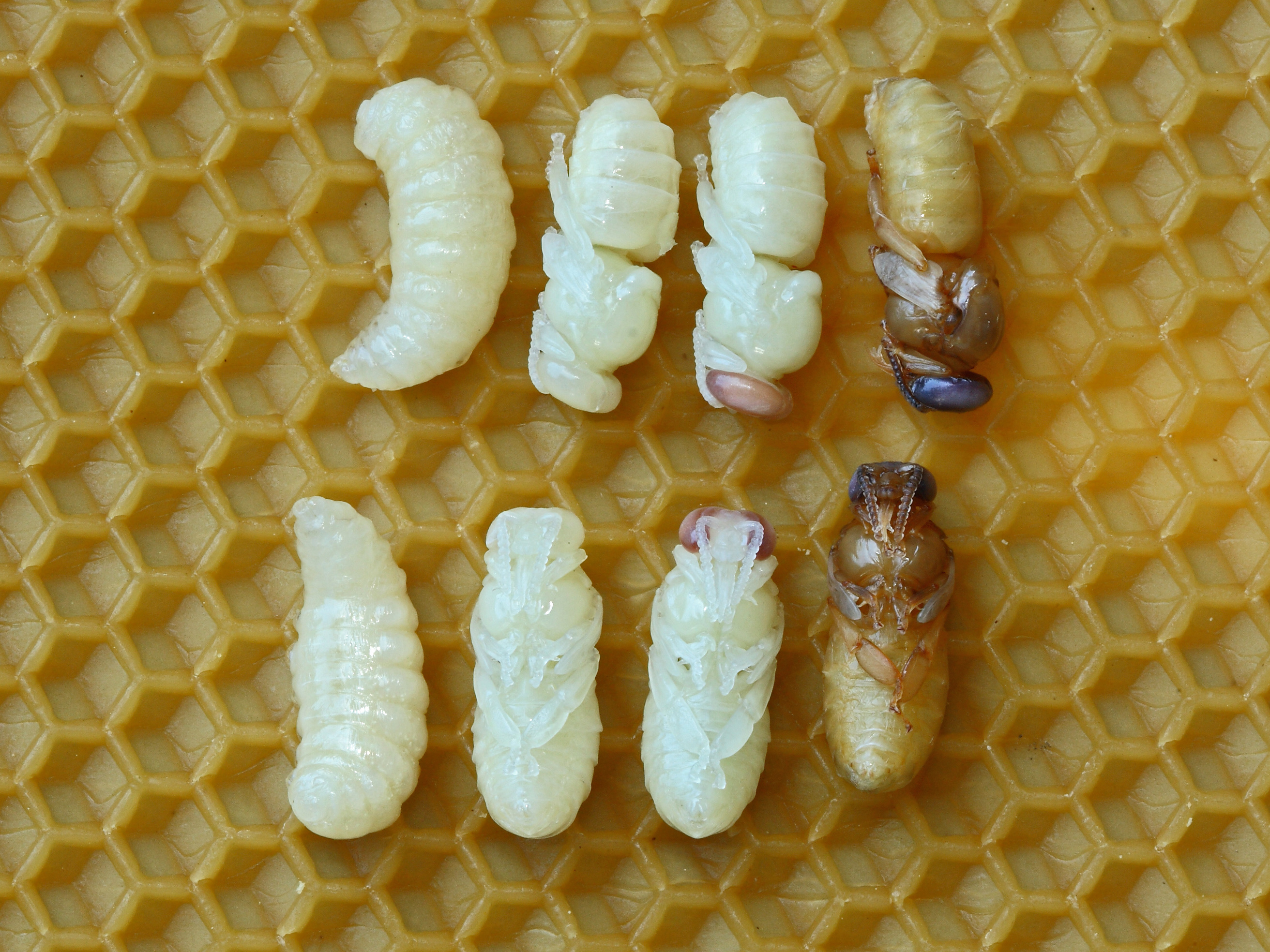
蜜蜂蛹的发育阶段

西方蜜蜂是蜜蜂屬下的一個蜜蜂品種，原始分佈於亞洲西部、非洲、歐洲，包括許多不同的亞種，因歐洲人殖民歐亞非各地，將原產於歐洲的西方蜜蜂歐洲亞種帶到世界各地，目前人工養殖的蜜蜂大部分都是西方蜜蜂，少量為另一品種東方蜜蜂。
在美國，歐洲蜜蜂代表的幾個雜交繁殖歐洲亞種，包括意大利蜂（ Apis mellifera ligustica Spinola）、卡尼鄂拉蜂（Apis mellifera carnica Pollmann）、歐洲黑蜂（Apis mellifera mellifera Linnaeus）、高加索蜂（Apis mellifera causcasia Pollmann），以及伊比利亞蜂（Apis mellifera iberiensis Engel）。這些亞種的引入最早可以追溯到1622年。50年代後期，一個亞種的非洲蜜蜂，東非蜂（Apis mellifera scutellata Lepeletier）被引入美洲，且可與歐洲亞種雜交。

### 歐洲亞種
- 義大利蜂（A. m. ligustica）是北美洲、南美洲及南歐最普遍養殖的西方蜜蜂。牠們非常溫和，容易維持大群，並且可以生產大量的蜂蜜。牠們在冬天時仍維持大群，故需較多的食物，導致不適合在嚴寒氣候養殖。牠們一般呈皮革色，一些群族會呈金色。有时用義大利蜂指代所有亚种的Apis mellifera，
- 卡尼鄂拉蜂（A. m. carnica）分佈在斯諾文尼亞的卡尼奧拉、奧地利阿爾卑斯山南部及巴爾幹半島北部。牠們極度溫和，在養蜂界中十分聞名。牠們呈現深色，會縮減群勢過冬，並在春天快速擴建恢復蜂群的群勢。牠們是山區蜜蜂，適合棲息在較寒冷氣候的地區。
- 高加索蜂（A. m. caucasica）分佈在高加索山脈。牠們非常溫和及較為勤勞。是生產蜂膠最好的品種。牠們的體型在中等算較大，有時呈灰色。
- 黄色高蜂（A. m. remipes）分佈在高加索山脈、伊朗及裡海。
- 歐洲黑蜂（A. m. mellifera）分佈在北歐。於現代被馴養，並於殖民地時期被帶到北美洲。牠們細小及呈深色。在北美洲及西歐有歐洲黑蜂及意大利蜂的混種，會無故刺人。純種的歐洲黑蜂已接近滅絕，但並不帶有攻擊性。
- 伊比利亞蜂（A. m. iberiensis）分佈在伊比利亞半島。
- 塞克比亞蜂（A. m. cecropia）分佈在希臘南部。
- 塞浦路斯蜂（A. m. cypria）分佈在塞浦路斯，被地中海所孤立。牠們較義大利蜂粗暴。
- A. m. ruttneri是馬爾他的亞種。
- 西西里蜂（A. m. sicula）分佈在義大利的特拉帕尼及西西里島的烏斯蒂卡島。

### 非洲亞種
一些學者及養蜂家認為非洲的西方蜜蜂亞種會在食物短缺時匿藏在蜂巢中，而不像歐洲的亞種般在蜂巢中死去。
- 東非蜂（A. m. scutellata）分佈在中非及西非，在南美洲、中美洲及美國南部有混種。沃里克·埃斯特万·克尔（Warwick Kerr）曾於1956年從坦桑尼亚將一些東非蜂的蜂后帶回巴西的聖保羅，但在過程中一些蜂后走失了，並與當地的蜜蜂混種產生了殺人蜂。[4]東非蜂會花較多精力在保護蜂巢，有時也會放棄現有蜂巢，轉往更為安全的地方。東非蜂呈皮革色，很難用肉眼分辨牠們與義大利蜂。
- 海角蜜蜂（A. m. capensis）分佈在南非，工蜂有時能產下受精卵。
- 乞力馬扎羅蜂（A. m. monticola）分佈在東非的艾利根山、乞力马扎罗山、肯尼亚山及梅盧山海拔1500-3100米的地區。
- 撒哈拉蜜蜂（A. m. sahariensis）分佈在非洲西北部摩洛哥的沙漠。牠們只面對少數非人類的掠食者的威脅，故非常溫和。由於牠們身處綠洲中的植物缺乏花蜜，牠們可以往遠達5里以外的地方覓食。
- 突尼斯蜂（A. m. intermissa）分佈在非洲北部的摩洛哥、利比亚及突尼西亞。牠們呈黑色。牠們極度兇猛，在沒有警告下都會攻擊。牠們很勤力。
- A. m. major分佈在摩洛哥西北部的里夫山。牠們可能是突尼斯蜂的褐色變種，與突尼斯蜂有解剖上的分別。
- 塞內加爾蜜蜂（A. m. adansonii）源自於奈及利亞及布吉納法索。
- 單色蜜蜂（A. m. unicolor）分佈在马达加斯加。
- 埃及蜜蜂（A. m. lamarckii）分佈在埃及的尼罗河河谷及苏丹。在美國加利福尼亞州也可以發現這類线粒体类型。[5]
- 坦桑海濱蜂（A. m. litorea）分佈在東非的低海拔地區。
- 蘇丹小蜂（A. m. nubica）分佈在苏丹。
- 也門蜜蜂（A. m. jemenitica）分佈在索马里、乌干达、苏丹及也门。

### 中東及亞洲亞種
- 馬其頓蜂（A. m. macedonica）分佈在馬其頓及希腊北部。
- 波斯蜜蜂（A. m. meda）分佈在伊拉克。
- A. m. adamii分佈在克里特。
- 亞美尼亞蜂（A. m. armeniaca）分佈在中東、高加索及亞美尼亞。
- 安納托利亞蜂（A. m. anatoliaca）分佈在土耳其安那托利亞的中央區域及伊拉克，最東至亞美尼亞。
- 敘利亞蜂（A. m. syriaca）分佈在叙利亚近東及以色列。
- 卡赫斯坦蜂（A. m. pomonella）是天山山脉的特有種，是西方蜜蜂分佈最東的亞種。

## 基因組
西方蜜蜂是繼果蝇Drosophila melanogaster, 瘧蚊 Anopheles gambiae與家蠶 Bombyx mori之後第四種有基因圖譜的昆蟲。根據分析，牠們是源自非洲，並於史前兩次的遷徙分佈至歐洲。 相比果蠅及蚊，牠們先天免疫，解毒酶、角質層形成蛋白和味覺受體的基因較少，與嗅覺有關的基因 及 與花蜜和花粉利用的相關基因較多。與其它已定序的昆蟲相比，義大利蜜蜂基因組具有較高的A+T和CpG含量，缺乏主要的跳躍基因家族，演化速度較慢; 此外，蜜蜂的日周律動, RNA幹擾與DNA甲基化的基因與脊椎動物更為相似。另外，控制酶的基因也較接近脊椎動物。

## 威脅
西方蜜蜂的生存面對著不同的威脅。在北美洲及歐洲養殖的蜂群於1990年代初備受瓦螨的侵擾，而在美國亦於2006年及2007年出現蜂群崩壞症候群。化學方法可以幫助解決瓦螨的問題,但瓦螨也漸漸產生抗藥性。新品種已經可以減少依賴殺蟎劑。瓦螨的問題只存在人工養殖的西方蜜蜂亞種, 許多野生的西方蜜蜂亞種都有抗瓦螨的能力。殺蟲劑的使用亦影響了西方蜜蜂。

### 環境威脅
在北美洲，殺人蜂廣泛分佈在美國南部，造成對人類的危害。野生蜜蜂作為入侵物种，在非原住的地方造成環境問題。進口的蜜蜂會競爭及取代原生的蜂類及鳥類，並幫助入侵植物的生長。不像原住的蜜蜂，牠們不會正式地從雄蕊的花藥抽取或傳播花粉，而是振動授粉。例如，蜜蜂令多花野牡丹的果實产出減少。

### 掠食者
西方蜜蜂的掠食者包括有昆蟲（如食蟲虻、螳螂、蜻蜓及欧洲狼蜂等）、蜘蛛（如梢蛛屬、绿猞猁蜘蛛、金蛛屬及捕魚蛛）、爬行類及兩棲類（如美国牛蛙）、鳥類（蜂虎科及霸鶲）及哺乳動物（如南美小麝鼩屬、臭鼬科、浣熊、蜜獾、熊及人類）。

## 外部連結
- 蜜蜂概述
- BeediseasesArchive.today的存檔，存档日期2013-06-16 Honey bee diseases website by Dr. Guido Cordoni.
- Cornwall Honey Beepedia （页面存档备份，存于）
- 西方蜜蜂的相片 （页面存档备份，存于）
- BeeSource （页面存档备份，存于）